# Live in Reykjavik, Iceland
Live in Reykjavik, Iceland es el primer álbum recopilatorio en vivo de This Will Destroy You. Fue lanzado el 29 de octubre de 2013 por Magic Bullet Records.

## Lista de canciones
| N.º | Título                                                  | Duración |  |
| 1.  | «A Three Legged Workhorse (Live)»                       | 8:08     |  |
| 2.  | «There Are Some Remedies Worse Than the Disease (Live)» | 6:31     |  |
| 3.  | «Black Dunes (Live)»                                    | 9:14     |  |
| 4.  | «Burial on the Presidio Banks (Live)»                   | 6:50     |  |
| 5.  | «Glass Realms (Live)»                                   | 7:16     |  |
| 6.  | «Communal Blood (Live)»                                 | 8:19     |  |
| 7.  | «Quiet (Live)»                                          | 4:55     |  |
| 8.  | «They Move on Tracks of Never-Ending Light (Live)»      | 5:27     |  |
| 9.  | «Little Smoke (Live)»                                   | 11:18    |  |
| 10. | «The Mighty Rio Grande (Live)»                          | 11:30    |  |
| 11. | «Threads (Live)»                                        | 5:39     |  |

## Personal
- Jeremy Galindo - Guitarra
- Donovan Jones - Bajo eléctrico, teclados
- Chris King - Guitarra
- Alex Bhore - Batería